# Anussim
Anussim és el nom que reben els jueus que han hagut d'abandonar la seva religió de manera forçada, per distingir-los dels infidels o conversos per voluntat pròpia. Els anussim retenen els drets dels jueus ortodoxos dins la legislació rabínica i el seu llinatge matern es manté per al còmput tradicional. Molts d'ells mantenien en secret la seva fe real, practicant-la en l'àmbit domèstic, per la qual cosa van haver d'enfrontar-se a persecucions, com per exemple els conversos de l'edat moderna en l'àmbit hispànic, dins del paraigua del terme cristià nou. Aquests anussim practicants del criptojudaisme van rebre diferents denominacions segons l'època. El terme ve de l'hebreu עבירה באונס que significa "transgressió forçada" i va començar a usar-se àmpliament a l'Alemanya medieval, on les onades antisemites van portar famílies senceres a fingir una conversió al cristianisme per poder viure en pau a les seves ciutats d'origen.